# Pardosa ibex
Pardosa ibex este o specie de păianjeni din genul Pardosa, familia Lycosidae, descrisă de Jan Buchar și Thaler, 1998. Conform Catalogue of Life specia Pardosa ibex nu are subspecii cunoscute.